# Tom Wilson (Musikproduzent)
Thomas Blanchard „Tom“ Wilson Jr. (* 25. März 1931; † 6. September 1978) war ein US-amerikanischer Musikproduzent, der in den 1960er Jahren wegen seiner Arbeit mit Simon and Garfunkel, Bob Dylan, Frank Zappa und den Mothers of Invention sowie The Velvet Underground bekannt war. Zunächst unabhängiger Produzent war er Mitte der 1960er Jahre für Columbia Records tätig, anschließend ging er zu Verve Records.

## Leben

### Beginn der Karriere
Wilson war der Sohn von Tom und Fannie Wilson und wurde 1931 geboren. Er wuchs in Waco, Texas auf, wo er die A. J. Moore High School besuchte und der New Hope Baptist Church angehörte und Posaune spielte. Er besuchte zunächst die Fisk University, konnte dann aber in Harvard studieren, wo er 1954 einen Abschluss in Wirtschaftswissenschaften machte. Er war auch in der Harvard New Jazz Society engagiert und als DJ beim Campus-Radiosender WHRB tätig; auf letzteres Interesse gingen, wie er später sagte, all seine Erfolge im Musikgeschäft zurück.
Wilson war praktisch der einzige afroamerikanische Schallplattenproduzent, der im Mainstream der amerikanischen Popmusik tätig war. Obschon seit Mitte der 1950er Jahre im Geschäft, war er in den 1960er Jahren besonders produktiv. Das Ziel vor Augen, ein Plattenlabel zu gründen und mit den fortschrittlichsten Jazzmusikern seiner Zeit Aufnahmen zu machen, baute er mit geliehenen $ 900 das Label Transition Records auf, das er zunächst von seiner Wohnung in Cambridge aus betrieb. Darauf erschienen etliche Alben, darunter Sun Ras Jazz by Sun Ra (Sun Ras erste LP) und das Album Jazz Advance von Cecil Taylor. Seine Erfolge als Produzent führten zu einer ersten Festanstellung bei United Artists, so dass er nicht genügend Zeit für die weitere Betreuung seines Labels hatte. Letztlich wurde das Label eingestellt und dessen Repertoire von verschiedenen Labels wie Delmark Records in Chicago übernommen. Zu Beginn der 1960er Jahre produzierte er für andere Label wie Savoy Records.

### Laufbahn bei Columbia Records
Als Stammproduzent bei Columbia Records (ab 1963) war Wilson einer der „Geburtshelfer“ des Folk Rock. So produzierte er Simon and Garfunkels 1964 erschienenes Debütalbum Wednesday Morning, 3 A.M. einschließlich des darin enthaltenen Welthits The Sound of Silence. Das Interesse lokaler Radiosender in Florida an diesem Stück aufgreifend und inspiriert von dem großen Erfolg, den die Byrds mit ihrer Folkrockversion von Bob Dylans Mr. Tambourine Man hatten, nahm Wilson die ursprüngliche Tonspur vom Debütalbum des Duos und legte im Studio – ohne dass Simon oder Garfunkel davon wussten – elektrisch verstärkte Instrumente darüber, womit er aus dem Stück einen Nummer-eins-Hit machte und das Folkrockgenre begründen half. Simon und Garfunkel, die sich schon aufgelöst hatten, kamen nach diesem Hit wieder zusammen – und wurden berühmt.
Wilsons andere herausragende Leistung lag in seiner Arbeit mit Bob Dylan, für den er das Album Bringing It All Back Home produzierte. Wilson wird auch als Produzent des Albums Highway 61 Revisited genannt, obwohl er für dieses lediglich ein Lied produzierte: Bei Dylans 1965 erschienener Single Like a Rolling Stone hatte er dem Musiker Al Kooper erlaubt, die Hammondorgel zu spielen, obwohl dieser bis dahin nur als Gitarrist bekannt war.

### Weitere Produktionen
Bei Verve nahm Wilson 1966 The Mothers of Invention ebenso unter Vertrag wie Velvet Underground, Nico, Soft Machine oder Hugh Masekela. In den 1970er Jahren produzierte Wilson weniger. Die Musik, die er entwickelte, verkaufte sich nicht mehr so gut, und so wandte er seine Aufmerksamkeit der Filmmusik zu. Wilson starb 1978 an einem Herzinfarkt aufgrund einer Komplikation seines Marfan-Syndroms.
Während seiner Karriere hat Wilson Alben vieler weiterer Künstler produziert. Im Bereich des Jazz sind die wichtigsten Curtis Fuller, Benny Golson, John Coltrane, Booker Ervin, Perry Robinson, Eddie Harris, Louis Smith und Booker Little. Im Bereich der Rock- und Popmusik sind die wichtigsten die Animals, die Fraternity of Man sowie Country Joe and the Fish.

## Produktionen (Auswahl)
- Donald Byrd (mit The Jazz Messengers): Byrd’s Eye View (Transition, 1956)
- Cecil Taylor: Jazz Advance – (1955)
- Sun Ra: Jazz by Sun Ra – (1957)
- Sun Ra: The Futuristic Sounds of Sun Ra – (1961)
- Bob Dylan: The Times They Are A-Changin’ – (1964)
- Bob Dylan: Another Side of Bob Dylan – (1964)
- Simon and Garfunkel: Wednesday Morning, 3 A.M. – (1965)
- Simon and Garfunkel: The Sound of Silence – (1965, Single)
- Bob Dylan: Bringing It All Back Home – (1965)
- Bob Dylan: Like a Rolling Stone – (1965, Single)
- The Sensational Guitars of Dan & Dale: Batman and Robin (1966, Kinderalbum mit dem Blues Project und Sun Ra)
- The Mothers of Invention: Freak Out! – (1966)
- The Mothers of Invention: Absolutely Free – (1966)
- The Mothers of Invention: We’re Only in It for the Money – (1967)
- Eric Burdon and the Animals: C. C. Rider
- Blues Project: Projections – (1967)
- The Velvet Underground and Nico: The Velvet Underground and Nico – (1967)
- Eric Burdon and the Animals: Winds of Change – (1967)
- The Velvet Underground: White Light/White Heat – (1968)
- Country Joe and the Fish: CJ Fish – (1970)
- John Mayall: The Latest Edition – (1974)
- Gil Scott-Heron & Brian Jackson: Bridges – (1977)
- Professor Longhair: Live on the Queen Mary – (1978)